# Therese Ivarsson
Therese Ivarsson, född 24 maj 1989, är en svensk före detta fotbollsspelare som spelade större delen av sin karriär för Kristianstads DFF.

## Karriär
Ivarsson började spela fotboll i Stehags AIF som fyraåring. Hösten 2005 gick hon till division 2-klubben Södra Sandby IF. Ivarsson spelade 21 matcher och gjorde sex mål i Division 1 Södra 2011.
Inför säsongen 2012 gick Ivarsson till Kristianstads DFF. Hon debuterade i Damallsvenskan den 9 april 2012 i en match mot Linköpings FC. Ivarsson gjorde 11 mål som mittback under säsongen 2019. I september 2020 meddelade Ivarsson att hon var gravid och pausade sin fotbollskarriär. I juli 2022 meddelade Kristianstads DFF att Ivarsson återvände till klubben efter sin graviditet. I november 2022 förlängde hon sitt kontrakt med ett år. Efter säsongen 2023 valde Ivarsson att avsluta sin fotbollskarriär.